# حكومة فانهانن الأولى
حكومة ماتي فانهانن الأولى (24 يونيو 2003 - 19 أبريل 2007) حكومة فنلندا التاسعة و الستين. كانت حكومة أنيلي يآتينماكي السابقة قد استمرت 69 يوما فقط ، بسقوطها إثر تسرب معلومات عن مساندته للحرب على العراق.
ضمت ائتلاف حكومة فانهانن أحزاب الاشتراكي الديموقراطي والوسط وحزب الشعب السويدي. اختلفت التشكيلة عن الحكومة السابقة فقط في تعيين سيبو كارياينن وزيراً للدفاع بينما تولى ماتي فانهانن منصب رئيس الوزراء.
أعلن الحزب الاشتراكي الديموقراطي في 9 سبتمبر 2005 تعديلاً على وزراءه بالحكومة. و دخل حيز التنفيذ في 23 سبتمبر 2005. أصبح إيرو هاينالوما الذي انتخب رئيساً للحزب الديمقراطي الاشتراكي في يونيو 2005 وزيراً للمالية ، و أصبحت سوزانا هووفينن وزيرة للنقل والاتصالات ، بعد انتقال وزيرها السابق أنتي كاليوماكي إلى التعليم ، بينما تولت وزيرة التعليم السابقة تولا هاتاينن حقيبة الشؤون الاجتماعية والصحة (سابقاً سينيكا مونكاري). لاستيعاب السيدة هووفينن في الحكومة ، انتقلت لينا لوهتانن وزيرة السابقة للنقل والاتصالات لتولى منصب وزير العدل (سابقا يوهانس كوسكينن).
خلفت هذه الحكومة حكومة فانهانن الثانية في 19 أبريل 2007.